# Allium orunbaii
Allium orunbaii — вид трав'янистих рослин родини амарилісові (Amaryllidaceae), ендемік Узбекистану.

## Опис
Цибулини яйцеподібні, 5–7 мм завдовжки і завширшки; чорно-коричневі зовнішні оболонки розпадаються поздовжньо на волокна або дещо сітчасті. Стеблина циліндрична, завдовжки 10–15 см. Листків 2–3, ниткоподібні товщиною 0.5–1 мм, коротші від стеблини. Суцвіття напівкулясте, малоквіткове. Квітка дзвоноподібна; листочки завдовжки 3–4 мм, майже однакової довжини, ланцетоподібні, загострені, рожеві з фіолетовою серединною жилкою.

## Поширення
Ендемік Узбекистану.